# Bentley (Hampshire)
Bentley is een civil parish in het bestuurlijke gebied East Hampshire, in het Engelse graafschap Hampshire met 1166 inwoners.

## Verkeer en vervoer
- Station Bentley (Hampshire)